# Réseau de Bragg
Pour les articles homonymes, voir Réseau (homonymie) et Bragg.
Un réseau de Bragg ou réflecteur de Bragg distribué est un réflecteur de grande qualité utilisé dans des guides d'ondes, par exemple dans des fibres optiques. Il s'agit d'une structure dans laquelle alternent des couches de deux matériaux d'indices de réfraction différents, ce qui provoque une variation périodique de l'indice de réfraction effectif dans le guide.

## Principe de fonctionnement
À la frontière entre deux couches, il se produit une réflexion partielle des ondes. Pour les ondes dont la longueur d'onde est égale à environ quatre fois l'épaisseur optique d'une couche, les réflexions se combinent par interférences constructives, et les couches agissent comme un miroir de grande qualité.
En effet, la relation de Bragg donne :
{\displaystyle \lambda _{\mathrm {Bragg} }=2\cdot n\cdot \Lambda }
où {\displaystyle n} est l'indice effectif du milieu, et {\displaystyle \Lambda } le pas du réseau, égal à l'épaisseur d'un couple de couches. Si chacune de ces couches a une épaisseur {\displaystyle L}, le pas vaut {\displaystyle \Lambda =2L}, soit :
{\displaystyle \lambda _{\mathrm {Bragg} }=4\times \underbrace {n\cdot L} _{\text{epaisseur optique}}}
La plage de longueurs d'onde réfléchies est appelée la bande interdite photonique. Dans cette plage, la lumière ne peut pas se propager dans la structure.

## Réflectivité

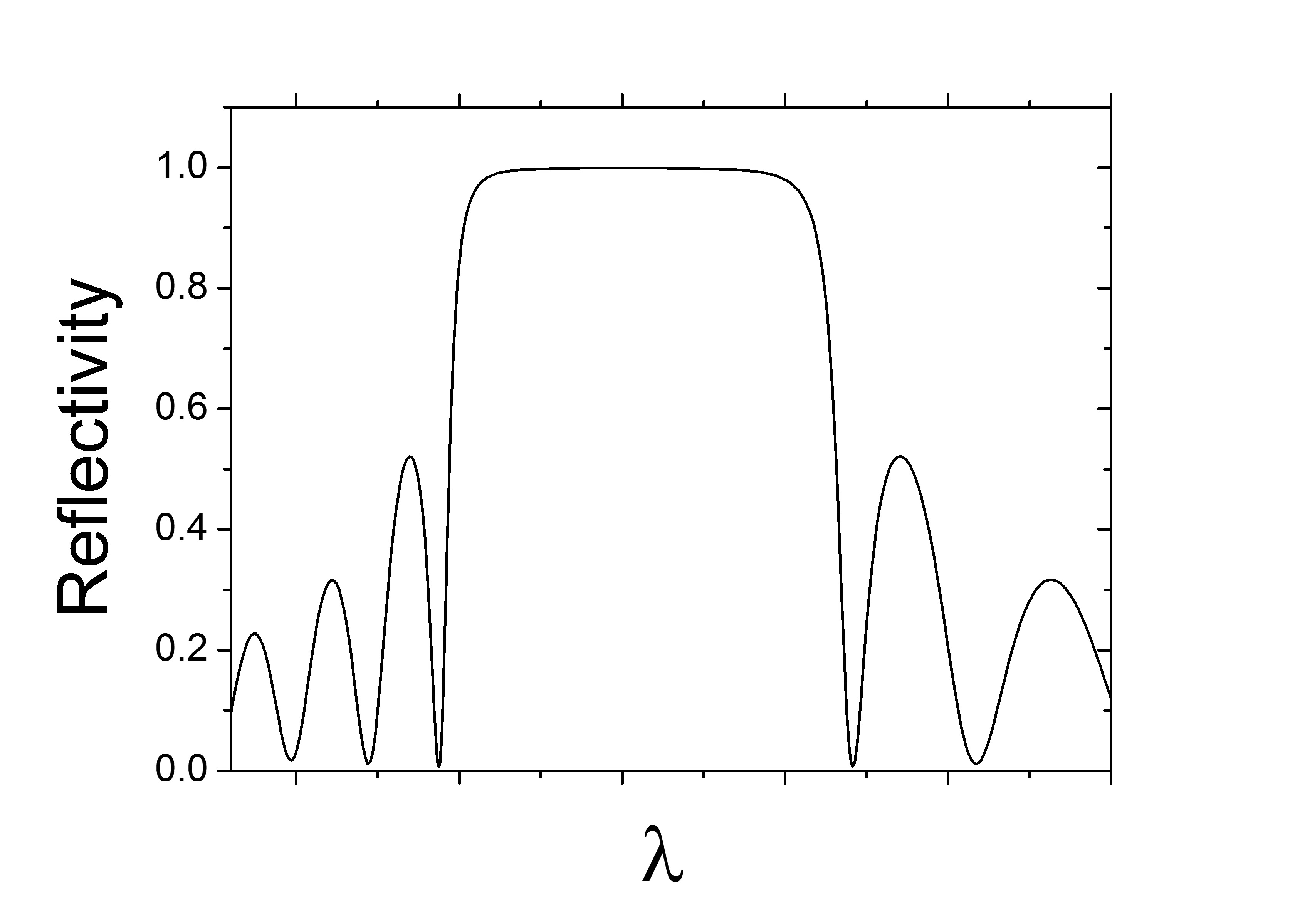
Réflectivité dans un réseau de Bragg.

Il n'y a pas d'expression simple de la réflectivité {\displaystyle R} du réseau de Bragg 
La bande passante {\displaystyle \Delta \nu _{0}} de la bande de coupure peut être calculée ainsi :
{\displaystyle \Delta \nu _{0}={\frac {4\nu _{o}}{\pi }}\arcsin \left({\frac {n_{2}-n_{1}}{n_{2}+n_{1}}}\right),}
où {\displaystyle \nu _{o}} est la fréquence centrale de la bande.
Ainsi, augmenter le nombre de couples de couches d'un réseau de Bragg augmente la réflectivité du miroir, et augmenter la différence d'indice de réfraction entre les deux matériaux augmente à la fois la réflectivité et la bande passante.

## Utilisation
Les miroirs à réseau de Bragg sont des composants indispensables à la réalisation de diodes laser à cavité verticale émettant par la surface et d'autres types de diodes laser à faisceau peu divergent, comme les diodes laser à réflecteur de Bragg distribué. Ils sont également utilisés pour réaliser les cavités optiques de lasers à fibre et de lasers à électrons libres.